# Yakh Āb
Yakh Āb (persiska: يخ آب, يخاب) är en ort i Iran.   Den ligger i provinsen Sydkhorasan, i den nordöstra delen av landet, 500 km öster om huvudstaden Teheran. Yakh Āb ligger 1 429 meter över havet och antalet invånare är 198.
Terrängen runt Yakh Āb är huvudsakligen kuperad, men åt nordväst är den platt.  Trakten runt Yakh Āb är nära nog obefolkad, med mindre än två invånare per kvadratkilometer. Närmaste större samhälle är Tappeh Ţāq, 6,5 km nordväst om Yakh Āb. Trakten runt Yakh Āb är ofruktbar med lite eller ingen växtlighet.